# DeQuincy
DeQuincy är en ort i Calcasieu Parish i Louisiana. Vid 2010 års folkräkning hade DeQuincy 3 235 invånare.